# Elezioni parlamentari in India del 2009
Le elezioni parlamentari in India del 2009 si tennero dal 16 aprile al 13 maggio per il rinnovo della Lok Sabha. In seguito all'esito elettorale, Manmohan Singh, espressione del Congresso Nazionale Indiano, divenne Primo ministro.

## Risultati
| Liste                                    | Voti        | %     | Seggi |
| ---------------------------------------- | ----------- | ----- | ----- |
| Congresso Nazionale Indiano              | 119 110 776 | 28,55 | 205   |
| Bharatiya Janata Party                   | 78 435 538  | 18,80 | 116   |
| Bahujan Samaj Party                      | 25 728 889  | 6,17  | 21    |
| Partito Comunista d'India (Marxista)     | 22 219 022  | 5,33  | 16    |
| Samajwadi Party                          | 14 284 638  | 3,42  | 23    |
| All India Trinamool Congress             | 13 355 986  | 3,20  | 19    |
| Telugu Desam Party                       | 10 481 348  | 2,51  | 6     |
| Partito del Congresso Nazionalista       | 8 521 349   | 2,04  | 9     |
| Dravida Munnetra Kazhagam                | 7 625 397   | 1,83  | 18    |
| All India Anna Dravida Munnetra Kazhagam | 6 953 591   | 1,67  | 9     |
| Biju Janata Dal                          | 6 612 552   | 1,59  | 14    |
| Praja Rajyam Party                       | 6 590 026   | 1,58  | –     |
| Shiv Sena                                | 6 454 850   | 1,55  | 11    |
| Janata Dal (United)                      | 6 331 079   | 1,52  | 30    |
| Partito Comunista d'India                | 5 951 736   | 1,43  | 4     |
| Rashtriya Janata Dal                     | 5 279 059   | 1,27  | 4     |
| Shiromani Akali Dal                      | 4 004 789   | 0,96  | 4     |
| Janata Dal (Secular)                     | 3 434 082   | 0,82  | 3     |
| Desiya Murpokku Dravida Kazhagam         | 3 126 117   | 0,75  | –     |
| Telangana Rashtra Samithi                | 2 582 326   | 0,62  | 2     |
| Assam United Democratic Front            | 2 184 556   | 0,52  | 1     |
| Indipendenti                             | 21 646 845  | 5,19  | 9     |
| Altri <0,50%                             | 36 241 943  | 8,69  | 28    |
| Totale                                   | 417 156 494 | 100   | 543   |